# Крна
Крна (слч. Krná) насељено је мјесто са административним статусом сеоске општине (слч. obec) у округу Полтар, у Банскобистричком крају, Словачка Република.

## Становништво
| Година:    | 1994. | 2004.    | 2014.    | 2024.   |
| ---------- | ----- | -------- | -------- | ------- |
| Број људи: | 90    | 67       | 52       | 49      |
| Разлика:   |       | -25,55 % | -22,38 % | -5,76 % |

| Година:    | 2023. | 2024. |
| ---------- | ----- | ----- |
| Број људи: | 49    | 49    |
| Разлика:   |       | +0 %  |

Према подацима о броју становника из 2011. године насеље је имало 51 становника.